# Eduard Josef Wimmer-Wisgrill
Eduard Josef Wimmer-Wisgrill (* 2. April 1882 in Wien; † 25. Dezember 1961 ebenda) war ein österreichischer Innenarchitekt, Designer, Modeschöpfer und Maler. Um als „Eduard Wimmer“ Namensverwechslungen mit einem Maler zu vermeiden, nahm er nach einigen Jahren den Mädchennamen seiner Mutter „Wisgrill“ hinzu. Frühe Werke sind oft nur als “E.Wimmer” oder “E.J.Wimmer” signiert.

## Leben
Wimmer-Wisgrill war Privatschüler von Koloman Moser, studierte 1901–1907 an der Wiener Kunstgewerbeschule u. a. bei Josef Hoffmann und Alfred Roller und gründete 1907 die Modeabteilung der Wiener Werkstätte, die er von 1910 bis 1922 leitete. 1908 nahm er an der Kunstschau in Wien teil. Er beschäftigte sich mit Fragen des Designs und entwarf Gläser, Lederwaren, Stoffe und Schmuck. Er arbeitete an der Ausstattung des Österreichischen Hauses auf der Werkbundausstellung in Köln 1914 mit und schuf Entwürfe für die Wiener Werkstätte.
1918 bis 1921 leitete er die Werkstätte für Mode und Modezeichnen an der Kunstgewerbeschule in Wien, war 1922–1923 Zeichner für Mode, Textil und Theater in New York und Chicago. In New York traf er den Niederlassungsleiter der Wiener Werkstätte, Joseph Urban, in Chicago unterrichtete er 1923 am Art Institute of Chicago. 1925 kehrte Wimmer-Wisgrill an die Kunstgewerbeschule Wien (ab 1941 Hochschule, zwischen 1948 und 1970 Akademie für angewandte Kunst in Wien, seit 1998 Universität für angewandte Kunst) zurück, an der er bis 1955 als Leiter der Meisterklasse für Mode und der Werkstätte für Textilarbeiten tätig war. In der Zwischenzeit schuf Wimmer-Wisgrill zahlreiche Inneneinrichtungen. 1930 war er auf der großen Österreichischen Werkbundausstellung in Wien des Österreichischen Werkbundes vertreten. Mit Josef Hoffmann vereinte ihn eine über ein halbes Jahrhundert hinausgehende Verbindung.
Sein Sohn, Ighino Wimmer (1919–2008), bekannt unter dem Namen Gino Wimmer, war ein bekannter Filmkritiker und fungierte bei einer Reihe von Filmen als Produktionsassistent (IMDb).
Wimmer-Wisgrill bildete u. a. Gertrud Kornhas-Brandt aus, die von 1930 bis 1957 die Deutsche Meisterschule für Mode in München leitete. Er wurde am Hietzinger Friedhof bestattet.

## Werk
Das frühe Schaffen von Wimmer-Wisgrill ist eng mit der Wiener Werkstätte und deren Gründern verbunden. 1907 entwarf Wimmer-Wisgrill Kostüme und Bühnenausstattungen für das Cabaret Fledermaus, das von Josef Hoffmann eingerichtet wurde. Beim Palais Stoclet in Brüssel war Wimmer-Wisgrill an der Inneneinrichtung beteiligt.  Für die Einrichtung von August und Serena Lederer durch die Wiener Werkstätte war Eduard Wimmer-Wisgrill verantwortlich. Das berichtet auch deren Sohn Erich Lederer dem Chronisten Christian M. Nebehay. Im März 2014 wurde Wimmer-Wisgrill Gesellschafter und somit Miteigentümer der Wiener Werkstätte.

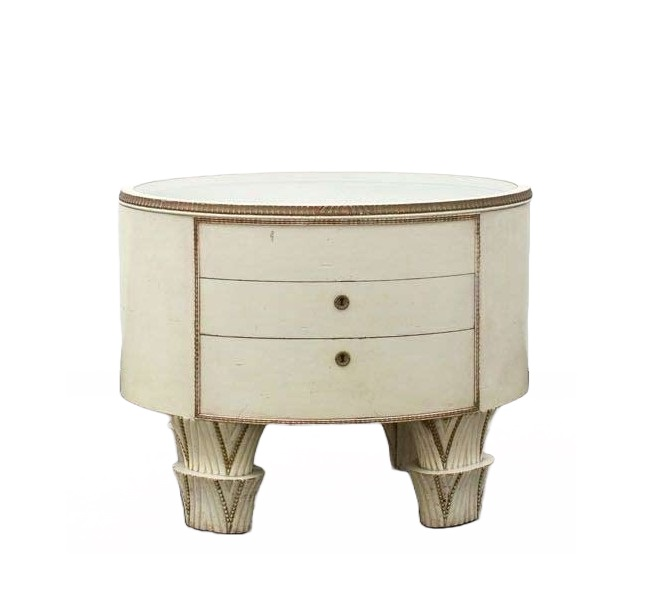
Eduard Wimmer-Wisgrill für Familie Lederer, Ausstellung MAK 2012
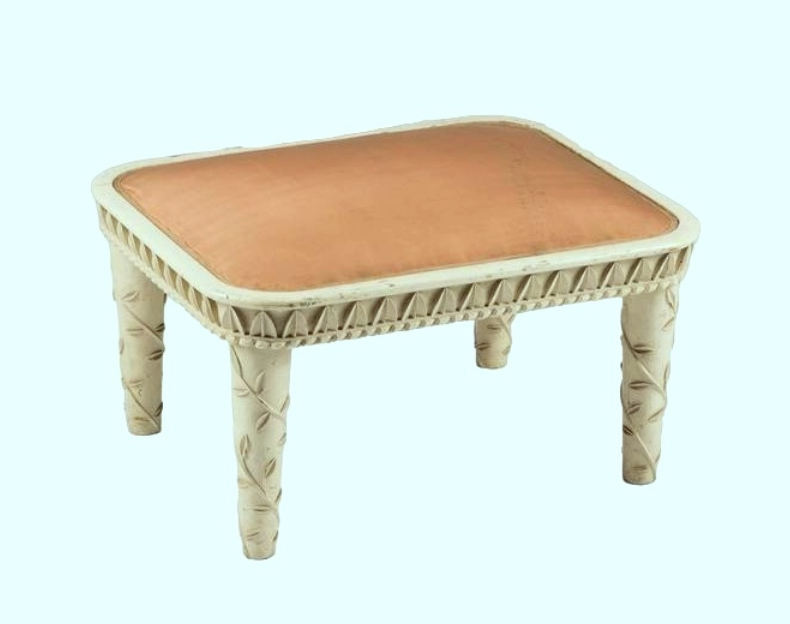
Hocker für Elisabeth Lederer, ep. Bachofen-Echt
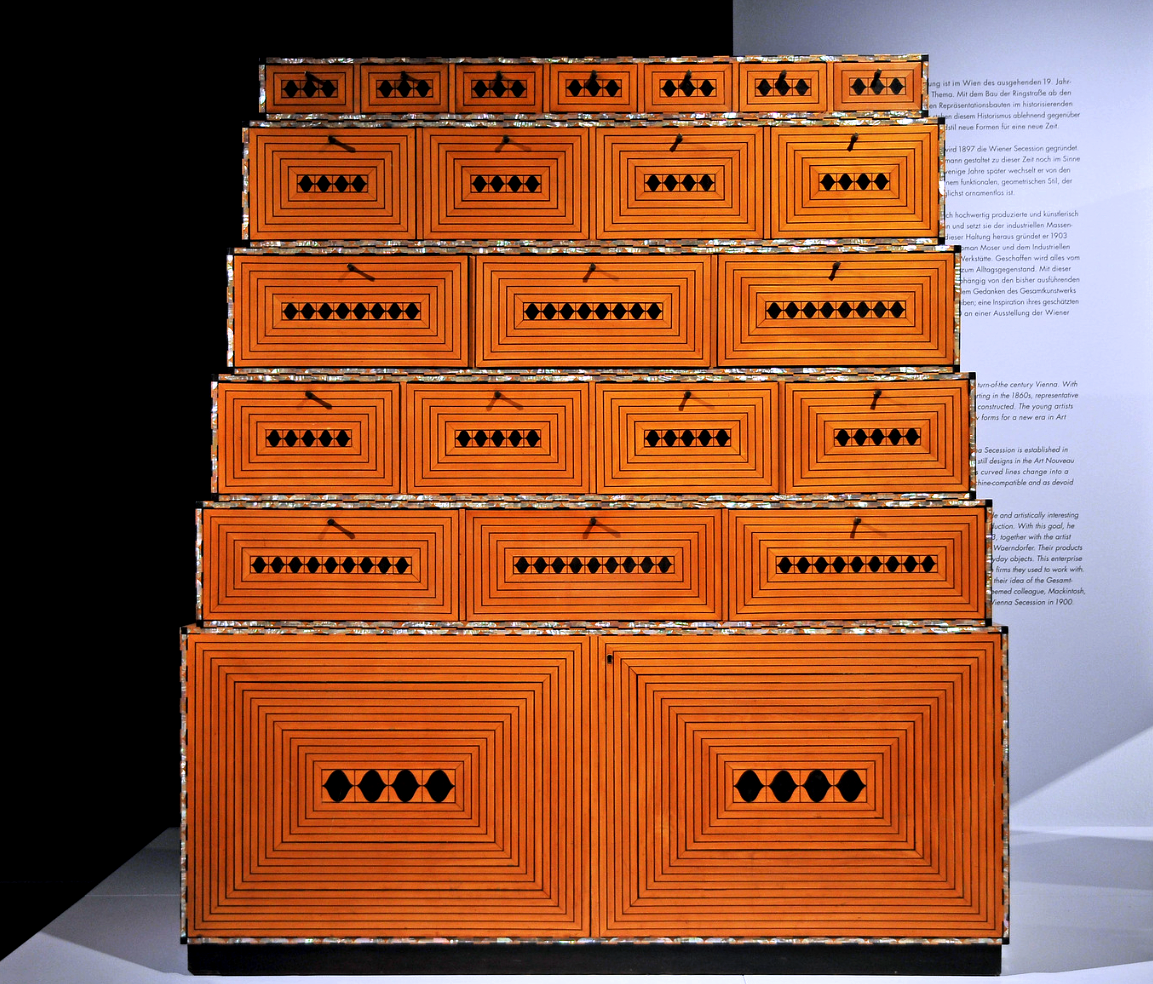
Ladenschrank Wimmer-Wisgrill (Niedermoser), Bröhan Museum Berlin, 2019
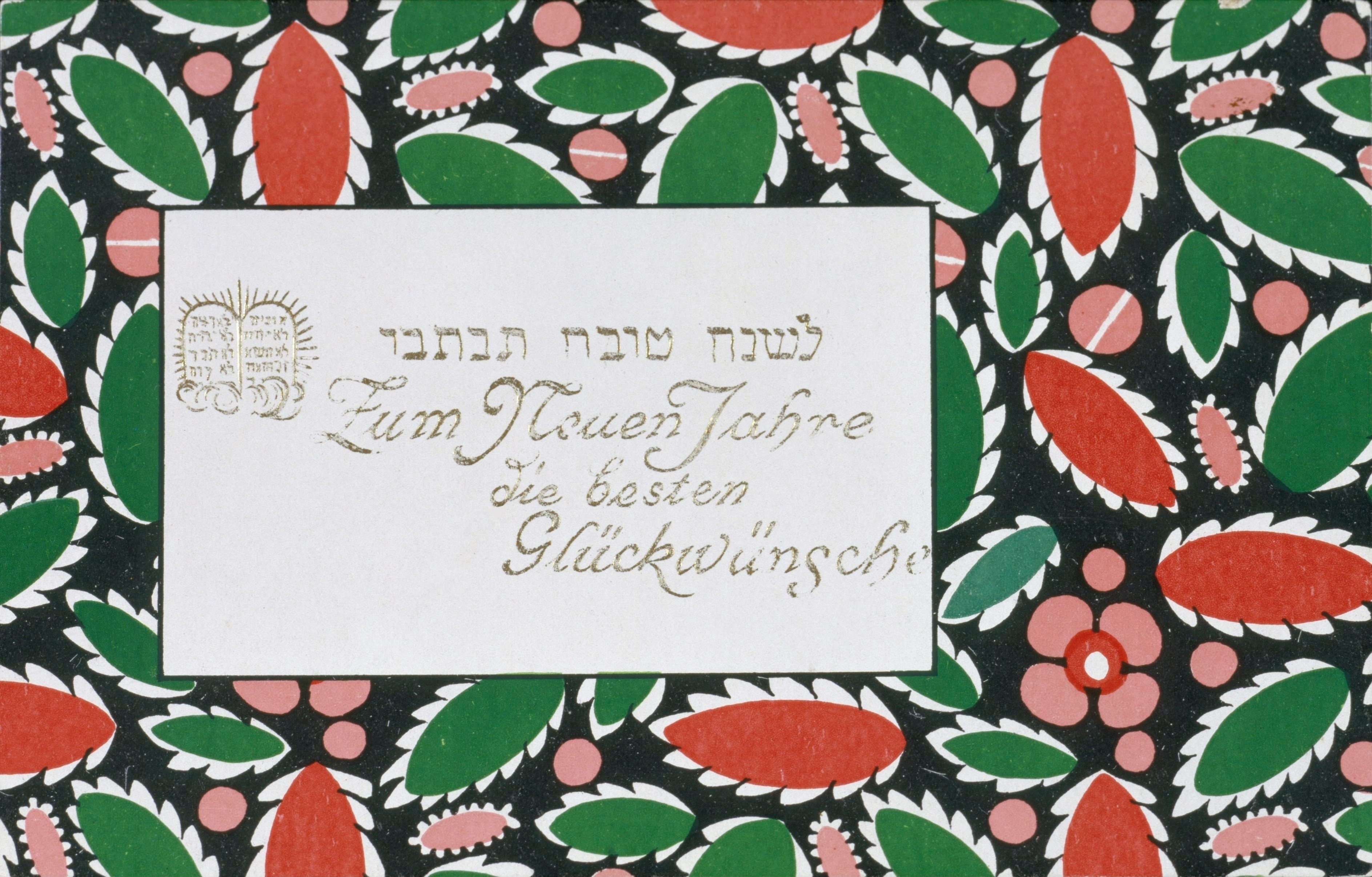
Neujahrsgrüße Wiener Werkstätte (Wimmer-Wisgrill)
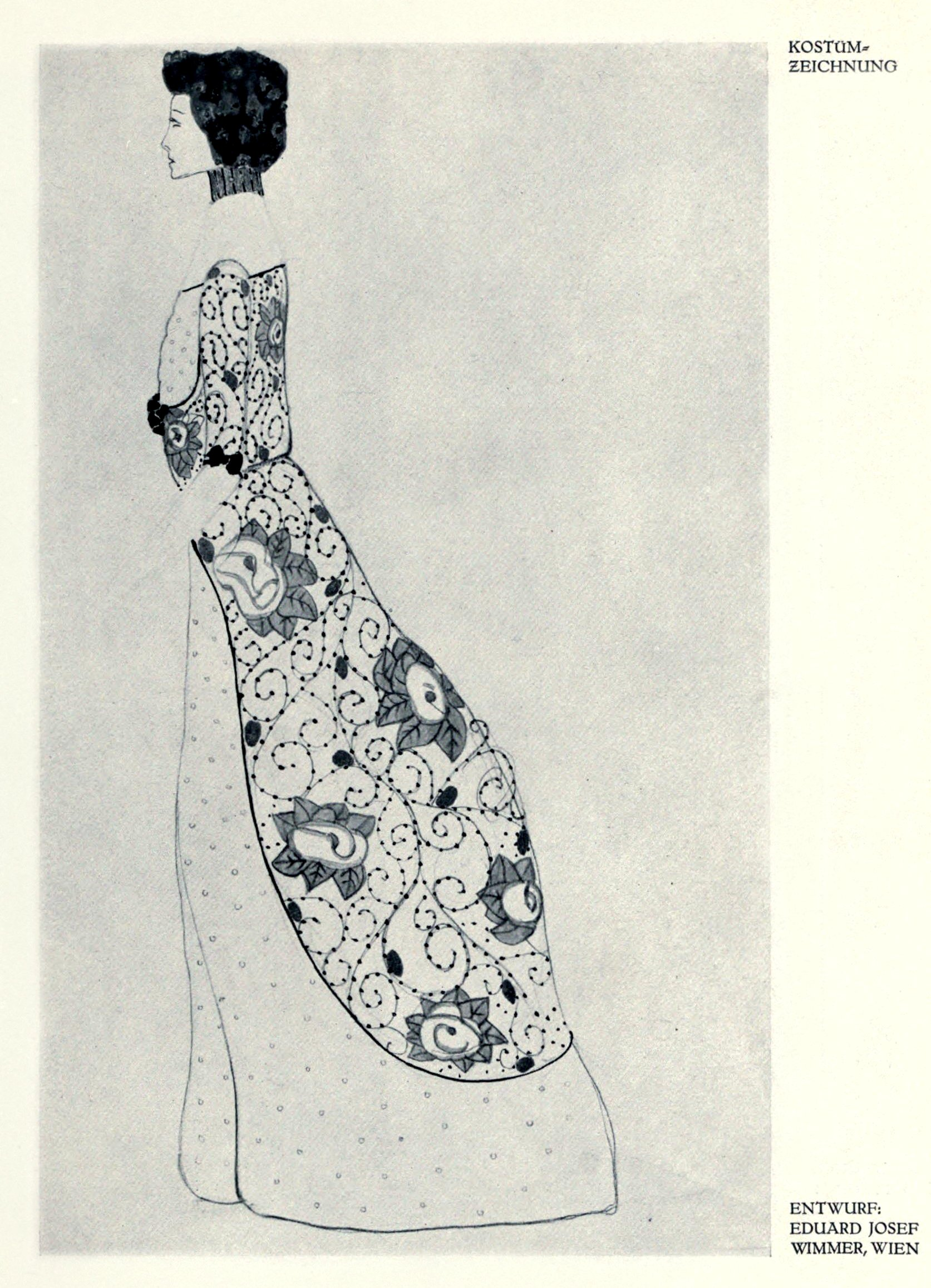
Kostüm: Entwurf Eduard Wimmer-Wisgrill 1912

## Filmografie
- 1942: Geliebte Welt